# Priscila Trejo

Priscila Trejo

Priscila Trejo Pérez (17 de octubre de 1987) es una presentadora de noticias, fungió como modelo al inicio de su carrera, participó en certámenes de belleza y condujo programas de entretenimiento.  Nacida en la ciudad de Chihuahua, Chihuahua, México. Ha participado en diversos concursos de belleza como Nuestra Belleza México, Miss Bikini World 2006 y Miss Bikini Latinoamérica donde obtuvo el título. Condujo el programa Que Mañana que se transmitía de lunes a viernes por TvAzteca a partir de las 10:30 a. m., también condujo programas de cable como "La vida en Rosa" y "Salud Financiera". También fue conductora del programa "Extranormal" transmitido los domingos en el canal Azteca 13. Así como en el programa de revista “Quien te ve tv” de Azteca Jalisco. Luego fue condutora de noticias en el canal Estrella tv en Los Ángeles, California.
Posteriormente fue conductora en el noticiero Telediario Guadalajara en el Canal 6 de Multimedios Televisión

## Carrera
Ingresó al modelaje desde los 14 años. Fue Señorita Ciudad de Chihuahua 2003, Segundo lugar en el Señorita Chihuahua 2004 y Miss Internacional Chihuahua 2005. En 2006, Priscila Trejo Pérez participó en el Concurso Miss Bikinni México, siendo la representante nacional para el Concurso internacional Miss Bikini World 2006  que se llevaría a cabo el 21 de diciembre en Taiwán, entre 60 participantes del resto del mundo, adjudicándose durante dicho certamen los reconocimientos de "Mejor traje típico" y  "Miss Bikini World Central America".
Priscila también fungió como la representante por Chihuahua en el certamen Nuestra Belleza México 2007. Conducía un programa matutino Que Mañana que pasa por la televisión local de la ciudad de Chihuahua. Actualmente es Licenciada en Ciencias de la Comunicación egresada de la Universidad Interamericana.
Aunque está retirada profesionalmente del mundo de las pasarelas, aún participa en algunas de ellas de manera esporádica.
De 2013 a 2014, fungió como conductora del programa Extranormal, producido por Televisión Azteca y grabado en sus instalaciones en Guadalajara, Jalisco.
De 2019 hasta la fecha, Es conductora del Noticiero Telediario Guadalajara en la edición Vespertina del Canal 6  Ahora en el noticiero de TV azteca Jalisco 